# Fenylketonuri
Fenylketonuri (PKU), tidligere kaldt Føllings syndrom, er en arvelig sygdom, der skyldes en defekt i enzymet fenylalaninhydroxylase, der normalt omdanner proteinkomponenten fenylalanin eller phenylalanin. Enzymdefekten forårsager at fenylalanin ophobes i organismen. 
Gendefekten der fører til sygdommen, kan skyldes af ca. 500 kendte mutationer i kromosom 12.
Den manglende evne til at omsætte fenylalanin kan føre til alvorlig fysisk og psykisk udviklingshæmning og kan give mental retardering allerede fra spædbørnsalderen. 
Det nationale behandlings- og forskningscenter Kennedy Centeret i Glostrup, håndterer de livslange patientforløb. Af hensyn til disse patienter mærkes bearbejdede fødevarer og slik med "Er en kilde til phenylalanin".
Fenylketonuri opdagedes i 1934 af den norske læge Ivar Asbjørn Følling.

## Forekomst
Antallet af forekomster varierer fra land til land. I Danmark er den 1 pr. 11.000, hvorimod den ligger på 1 pr. 32.500 i Sverige. I Danmark fødes 5-6 børn med PKU årligt.

## Screening
I Danmark tilbydes nyfødte børn en screening for PKU 48-72 timer efter fødslen. Et par dråber blod fra barnets hæl sendes til Statens Serum Institut, hvor prøven gemmes i en biobank, og et evt. positivt resultat videregives til Kennedy Centeret. Diagnosen gives ved hjælp af en målingen af fenylalanin-niveauet i blodet. Målingen sker ved hjælp af tandem massespektrometri.
Diagnosen "klassisk PKU" gives ved et indhold af fenylalanin i blodet der overstiger 1200 μmol/l og under 1% resterende enzymaktivitet. Hyperfenylalaninæmi eller mild PKU karakteriseres ved et fenylalanin-niveau i blodet på mellem 600 og 1200 µmol/l, og en resterende enzymaktivitet på mellem 1 og 5%. Mild hyperfenylalaninæmi eller non-PKU hyperfenylalaninæmi karakteriseres ved et fenylalanin-niveau i blodet på mellem 120 og 600 µmol/l, og en resterende enzymaktivitet på over 5%. 

## Behandling
Behandlingen er en livslang diæt, med en specielt tilpasset fenylalanin-reduceret diæt. Behandlingen skal starte før evt. skader opstår, helst inden for de tre første leveuger. I 2009 godkendte Sundhedsstyrelsen et lægemiddel kaldet Sapropterin, der er en syntestisk udgave af det såkaldte tetrahydrobiopterin (BH4) som kan reducere indholdet af fenylalanin i blodet. Ikke alle responderer på BH4, men kan i nogen tilfælde supplere diæten, eller helt erstatte den i milde tilfælde af fenylketonuri.
Kvinder med fenylketonuri skal være særdeles opmærksomme omkring graviditet, og en normal fenylketonuri-diæt er ikke tilstrækkelig, og skal inden undfangelsen og igennem hele graviditeten være særdeles streng, da et højt fenylalanin-niveau i blodet, er skadeligt for fostret. 

## Prognose
Gives diagnosen inden 6 uger efter fødslen, synes den sociale og psykomotoriske udvikling at være normal, og IQ synes at ligge gennemsnitligt. Den kognitive udvikling synes at være direkte relateret til graden af kontrol over fenylalanin-niveauet i blodet. 